# 陳容
陳 容（ちん よう、? - 196年）は、中国後漢末期の政治家。字は不詳。徐州広陵郡射陽県の人。

## 略歴
臧洪とは同郷である。若い頃は書生だったが、臧洪を慕って彼に従い、東郡丞となった。張超の死をきっかけに臧洪が袁紹と対立した際、臧洪は包囲下にある城から陳容を脱出させた。落城後、袁紹は臧洪を処刑するにあたり、陳容に対し、その場に同席するよう命じた。すると陳容は「将軍（袁紹）は大事をなすというなら、天下のために暴虐非道を取り払うものであろうに、忠義の者を処刑してばかりいるとは、これが天意にかなうことでしょうか！ 臧洪は郡将たちのために挙兵したというのに、どうして殺すのですか！」と言った。これを聞いた袁紹は恥を覚えた。
陳容が処刑されるべく側近らに引き出されていく際、袁紹は言った。「お前は臧洪の仲間ではなかろうに、何故かくも無駄な振る舞いをするのか」。陳容は振り向いて「仁義というものは不変ではありません。それに遵守するならば君子ですが、背けばすなわち小人です。今日は臧洪と共に死する日ではあれ、将軍と共に生きることはあるまい！」と答えた。陳容が処刑されると、袁紹のもとに座していた者たちは「1日にして2人の烈士を殺すことになろうとは」と、ひそかに嘆息した。